# 了世隆
了世隆（？—？），浙江山阴（今浙江省绍兴市）人，是一名清朝政治人物。
了世隆曾于1741年接替林上梓任嘉定县知县一职，1741年由黄眷祉接任。